# Victoriano Huerta
José Victoriano Huerta Márquez (Colotlán, Jalisco, 22 de dezembro de 1850 — El Paso, EUA, 13 de janeiro de 1916) foi  um engenheiro e militar mexicano, presidente do México entre 1913 e 1914 como resultado de um golpe de Estado (a chamada Decena Trágica), já no contexto da Revolução Mexicana.

## Vida
Nasceu no rancho de Agua Gorda, município de Colotlán, Jalisco, filho de Jesús Huerta e Refugio Márquez, de ascendência indígena  huichol. 
Quando tinha quinze anos, o general Donato Guerra visitou sua cidade natal e expressou seu desejo de contratar  um secretário particular. Huerta se ofereceu como voluntário e, como prêmio por seus serviços,  teve a oportunidade de estudar no Colégio Militar, onde obteve notas relevantes. Ao graduar-se, foi destacado para o Corpo de Engenheiros onde desempenhou a sua atividade em trabalhos topográficos na região de Puebla e no estado de Veracruz, onde conheceu Emilia Águila, com quem viria a se casar e com quem teria onze filhos. Tinha grande apoio dos Estados Unidos mas, ao favorecer os capitalistas ingleses, perdeu o apoio de Woodrow Wilson, que impôs o embargo à venda de munições ao México. Huerta sofreu um golpe militar, renunciando formalmente à presidência, em 15 de julho de 1914, e logo deixou o país. Em 14 de agosto, pelo Tratado de Teoloyucán, as forças armadas federais se renderam aos constitucionalistas.